# 1500. pr. Kr.
◄ | 16. stoljeće pr. Kr. | 15. stoljeće pr. Kr. | 14. stoljeće pr. Kr. | ►
◄ | 1530-ih pr. Kr. | 1520-ih pr. Kr. | 1510-ih pr. Kr. | 1500-ih pr. Kr. | 1490-ih pr. Kr. | 1480-ih pr. Kr. | 1470-ih pr. Kr. | ►
◄◄ | ◄ | 1503. pr. Kr. | 1502. pr. Kr. | 1501. pr. Kr. | 1500 pr. Kr. | 1499. pr. Kr. | 1498. pr. Kr. | 1497. pr. Kr. | ► | ►►

## Događaji
- od oko 1700. do približno ove godine – Huritska osvajanja
- oko ove godine – u Indiji počinje vedska civilizacija
- oko ove godine – rani tragovi civilizacije Maja u Belizeu
- oko 1530./1500. pr. Kr. – velika erupcija vulkana na Santoriniju koja je zatrpala minojsko naselje Akrotiri